# Luật hấp dẫn
Luật hấp dẫn (Law of Attraction) là một học thuyết của phong trào tâm linh Tư Tưởng Mới (New Thought), nói về mối quan hệ giữa suy nghĩ tích cực/ tiêu cực với những trải nghiệm tích cực/ tiêu cực trong cuộc sống. Ý tưởng chủ đạo của học thuyết là: con người và suy nghĩ của chúng ta được hình thành từ tương tác giữa các nguồn "năng lượng tinh khiết" - qua đó, chúng ta có được sức khỏe, sự giàu có và các mối quan hệ cá nhân. Chưa có bằng chứng khoa học thực nghiệm nào chứng minh cho quy luật này - vì vậy, luật hấp dẫn được nhiều người đánh giá là một hình thức ngụy khoa học.
Những người ủng hộ học thuyết này thường dựa trên cơ sở kết hợp các kỹ thuật tái cấu trúc nhận thức (cognitive reframing) với thực hành khẳng định (affirmation) và hình dung sáng tạo (creative visualization) để thay thế những suy nghĩ tiêu cực bằng tư duy tích cực. Một phần quan trọng của luật hấp dẫn là ý tưởng rằng để thay đổi suy nghĩ, người ta cũng phải "cảm thấy" (thông qua hình dung sáng tạo) rằng những thay đổi mong muốn đã xảy ra. Sự kết hợp giữa suy nghĩ và cảm xúc tích cực này cho phép ta "thu hút" những trải nghiệm và cơ hội tích cực.
Những người ủng hộ Luật hấp dẫn thường viện dẫn đến các lý thuyết khoa học và sử dụng để chứng minh cho niềm tin của họ. Tuy nhiên, không có cơ sở khoa học trong tâm lý học cũng như vật lý học liên quan đến quy luật này. Một số nhà nghiên cứu đã chỉ trích việc những người đề xướng đã sử dụng sai lệch các khái niệm khoa học.

## Lịch sử
Phong trào Tư tưởng Mới phát triển từ những lời dạy của Phineas Quimby vào đầu thế kỷ 19. Khi còn trẻ, Quimby được chẩn đoán mắc bệnh lao. Y học đầu thế kỷ 19 chưa có phương pháp chữa trị hiệu quả cho bệnh lao. Trong lúc cưỡi ngựa, Quimby nhận rằng sự phấn khích tột độ tạm thời giúp ông thoát khỏi trạng thái đau khổ. Phát hiện về phương pháp giảm đau và hồi phục này đã thúc đẩy ông theo đuổi nghiên cứu về "Sức mạnh của tâm trí đối với cơ thể". Tuy chưa sử dụng khái niệm "Luật hấp dẫn", ông đã giải thích điều này trong một tuyên bố như sau:
Mấu chốt vấn đề nằm ở tâm trí, vì cơ thể chỉ là ngôi nhà để tâm trí trú ngụ, và tự chúng ta đặt ra giá trị cho nó. Vì vậy, nếu tâm trí của bạn bị "kẻ thù vô hình" nào đó lừa dối tin theo một niềm tin, điều đó sẽ chuyển hóa thành bệnh tật, dù bạn có ý thức nó hay không. Bằng Sự thật của mình, tôi tiếp xúc với kẻ thù và phục hồi sức khỏe - hạnh phúc cho bạn. Một phần về mặt tinh thần, một phần bằng cách nói chuyện cho đến khi tôi thay đổi những ấn tượng sai lầm và thiết lập Sự thật, và Sự thật chính là phương pháp chữa trị.

Năm 1877, thuật ngữ "Luật hấp dẫn" xuất hiện lần đầu trong một cuốn sách viết bởi nhà huyền bí người Nga Helena Blavatsky, nhằm ám chỉ một sức mạnh hấp dẫn tồn tại giữa các yếu tố tinh thần.
Prentice Mulford là người đầu tiên khái quát học thuyết này thành một nguyên tắc chung. Mulford, một nhân vật quan trọng trong trường phái Tư duy Mới, đã thảo luận về Luật Hấp dẫn trong tiểu luận Quy luật thành công (The Law of Success), xuất bản năm 1886–1887. Công trình của ông được kế nhiệm bởi các tác giả Tư tưởng Mới khác như Henry Wood, và Ralph Waldo Trine. Đối với các tác giả này, Luật hấp dẫn không chỉ liên quan đến sức khỏe - mà toàn bộ mọi khía cạnh của cuộc sống.
Đến thế kỷ 20, nhiều cuốn sách đã được viết về chủ đề này, trong số gồm các tác phẩm Think and Grow Rich (1937) của Napoleon Hill, The Power of Positive Thinking (1952) của Norman Vincent Peale, và You Can Heal Your Life (1984) của Louise Hay.
Năm 2006, khái niệm Luật hấp dẫn trở nên phổ biến với sự ra đời của bộ phim The Secret (2006) sau đó được chuyển thể thành cuốn sách cùng tên vào năm 2007. Bộ phim và tác phẩm sau đó đã được giới thiệu rộng rãi trên truyền thông. Phần tiếp theo, The Power (2010) nói về luật hấp dẫn với vai trò là quy luật của tình yêu.

## Mô tả
Những người ủng hộ học thuyết Luật hấp dẫn tin rằng quy luật này luôn vận hành. Khi tập trung nghĩ đến, mong muốn hoặc mong đợi điều gì, những trải nghiệm tương tự sẽ xảy đến với chúng ta.
Charles Haanel viết trong The Master Key System (1912):
Luật hấp dẫn chắc chắn sẽ mang đến cho bạn những điều kiện, môi trường và trải nghiệm trong cuộc sống, tương ứng với thói quen, đặc điểm, thái độ tinh thần của bạn.

Ralph Trine viết trong In Tune With The Infinite (1897):
Luật hấp dẫn hoạt động trên mọi bình diện hành động; theo đó, chúng ta thu hút vào cuộc sống bất cứ điều gì ta mong muốn hoặc mong đợi. Nếu mong muốn một điều nhưng lại kỳ vọng điều ngược lại, chúng ta sẽ trở thành giống như ngôi nhà tự chia rẽ chống lại chính mình, và sẽ nhanh chóng đi đến chỗ hoang tàn. Hãy kiên quyết chỉ kỳ vọng những gì bạn mong muốn, và bạn sẽ chỉ thu hút vào cuộc sống những gì bạn mong muốn.

Trong bộ phim The Secret, Rhonda Byrne nhấn mạnh tầm quan trọng của việc suy nghĩ về những gì mỗi người muốn đạt được, nhưng cũng phải truyền tải tối đa cảm xúc vào suy nghĩ của mình. Theo đó, sự kết hợp giữa suy nghĩ và cảm xúc sẽ mang đến cho ta điều mình mong muốn.
Một tác phẩm tương tự khác là cuốn The Celestine Prophecy của James Redfield, nói về khả năng của con người trong việc biến mong ước thành thực tế.
Tác phẩm The Power of Your Subconscious Mind của Joseph Murphy cho rằng chúng ta có thể đạt được những mục tiêu "không tưởng" bằng cách học cách kiểm soát tâm trí. The Power của Rhonda Byrne, The Alchemist của Paulo Coelho, và The Power of Now của Eckhart Tolle cũng đề cập đến nội dung tương tự.
Tuy đã có những nhân chứng chứng nhận về bí mật và tác dụng của Luật hấp dẫn đối với họ, một số người hoài nghi đã chỉ trích nội dung bộ phim và cuốn sách của Byrne. New York Times Book Review cho rằng Luật hấp dẫn là một hình thức giả khoa học và "ảo tưởng về kiến thức".

## Quan hệ với Triết học & Tôn giáo
Khái niệm Luật hấp dẫn trong phong trào Tư tưởng mới bắt nguồn từ những ý tưởng trong nhiều truyền thống triết học và tôn giáo. Đặc biệt, ý tưởng này đã được truyền cảm hứng từ thuyết Hermetic, thuyết siêu việt ở New England, những câu trích đẫn từ Kinh thánh và đạo Hindu.
Triết lý Hermetic đã ảnh hưởng đến sự phát triển của tư tưởng châu Âu trong thời kỳ Phục hưng. Những ý tưởng của triết lý này được truyền tải một phần thông qua thuật giả kim.
Vào thế kỷ 18, Franz Mesmer đã nghiên cứu tác phẩm của các nhà giả kim như Paracelsus và van Helmont. Van Helmont là một bác sĩ sống ở thế kỷ 17, người đã từng tuyên bố về khả năng chữa bệnh bằng trí tưởng tượng. Điều này đã khiến Mesmer hình thành ý tưởng về từ tính động vật (Animal magnetism) mà Phineas Quimby đã nghiên cứu.
Phong trào thuyết siêu việt (Transcendentalist) phát triển ở Hoa Kỳ được cho là đã có ảnh hưởng lớn đến trào lưu Tư tưởng mới. George Ripley đã tuyên bố rằng ý tưởng chủ đạo của phong trào là "sự vượt trội của tâm trí so với vật chất".
Các tác giả Tư tưởng Mới thường trích dẫn một số câu nói minh chứng từ Kinh thánh. Ví dụ như Mark 11:24: "Vì thế, Thầy nói với anh em: tất cả những gì anh em cầu nguyện và xin, anh em cứ tin là mình đã được rồi, thì sẽ được như ý."
Vào cuối thế kỷ 19, Swami Vivekananda đã đến Hoa Kỳ và thuyết giảng về Ấn Độ giáo. Những bài phát biểu này đã ảnh hưởng rất sâu đậm đến phong trào Tư tưởng Mới - đặc biệt với William Walker Atkinson, một người tiên phong trong phong trào Tư tưởng mới.

## Tranh cãi
Khái niệm Luật hấp dẫn trở nên phổ biến vào đầu thế kỷ 21 qua các tác phẩm và phim ảnh như The Secret. Bộ phim này và các tác phẩm sau đó được xây dựng trên cơ sở phỏng vấn các tác giả và diễn giả Tư tưởng mới - qua đó giải thích nguyên lý về việc con người có thể thu hút bất cứ thứ gì mà người ta suy nghĩ một cách nhất quán. Mary Carmichael và Ben Radford viết: "Cả bộ phim và cuốn sách đều không có bất kỳ cơ sở khoa học thực tế nào" và rằng chiếu theo nội dung phim, "Nếu bạn gặp tai nạn hoặc bệnh tật, đó là do lỗi của bạn."
Một số khác đặt câu hỏi về các tham chiếu đến lý thuyết khoa học hiện đại, và rằng Luật hấp dẫn đã mô tả sai hoạt động của sóng não. Victor Stenger và Leon Lederman chỉ trích những nỗ lực sử dụng thuyết thần bí lượng tử (quantum mysticism) để giải thích cho những hiệu ứng không giải thích được.